# Ojiya
Ojiya (小千谷市 Ojiya-shi?) es una ciudad ubicada en la Prefectura de Niigata, Japón. A 1  de julio de  2019, la ciudad tenía una población estimada de 34.704 en 12.758 hogares, y una densidad de población de 224 personas por km². El área total de la ciudad era 155,19 kilómetros cuadrados (59,9 mi²).

## Clima
Ojiya tiene un clima húmedo (Köppen Cfa) caracterizado por veranos cálidos y húmedos e inviernos fríos con fuertes nevadas. La temperatura media anual en Ojiya es de 12.6 °C. La precipitación media anual es de 2263 mm con septiembre como el mes más lluvioso. Las temperaturas son más altas en promedio en agosto, alrededor de 25.8 °C, y el más bajo en enero, alrededor de 0.5 °C.

## Demografía
Según los datos del censo japonés, la población de Ojiya ha disminuido constantemente en los últimos 40 años. 
| Año del censo | Población |
| ------------- | --------- |
| 1970          | 44,581    |
| 1980          | 44,963    |
| 1990          | 43.437    |
| 2000          | 41,641    |
| 2010          | 38,600    |